# Шавгулидзе, Шота Иосифович
Шота́ Ио́сифович Шавгули́дзе (10 [23] марта 1915, Гали, Самурзаканский участок, Сухумский округ, Кутаисская губерния, Кавказское наместничество, Российская империя — 22 января 1963, Тбилиси, Грузинская ССР, СССР) — советский футболист, защитник. Заслуженный мастер спорта СССР (1941).

## Биография
Начал играть в 1927 году в Тифлисе в юношеской команде «Динамо», затем в клубных командах «Динамо» (Тифлис) — 1928—1930.
В «Динамо» (Тбилиси) — 1931—1940. Капитан «Динамо» — 1936—1940. В чемпионатах СССР 85 матчей.
2-й призёр чемпионатов СССР 1939, 1940; 3-й призёр 1936 (о). Финалист Кубка СССР 1936, 1937.
В сборной Тбилиси, Грузии, Закавказья — 1933—1939. Участник чемпионатов СССР 1932, 1935 (в них — 6 матчей). Чемпион Закавказья 1934, 1935. Участник поездки сборной Закавказья в Скандинавию в 1935, трёх матчей со сборной Басконии в 1937.
Один из сильнейших футболистов «Динамо» (Тбилиси) довоенных лет. Быстро ориентировался на поле, уверенно действовал на перехватах, надёжно подстраховывал партнёров. Первый заслуженный мастер спорта СССР и орденоносец в грузинском футболе.
В 1938 году окончил курсы тренеров. Тренер (1945—1946) и начальник команды «Динамо» (Тб) — 1961 (с июля)—1962 (по май). Директор стадиона «Динамо» (Тб) — 1947—1961 (по май), 1962 (с июня).
Скоропостижно скончался 22 января 1963 года.
Награждён орденом «Знак Почёта» (22.07.1937).
В 1963 году был учреждён Кубок памяти Шавгулидзе, который разыгрывали грузинские команды.